# Gérson
Gérson de Oliveira Nunes (Niterói, 1941. január 11. –) brazil világbajnok labdarúgó.

## Sikerei, díjai
- CR Flamengo:
  - Torneio Rio – São Paulo: 1961
  - Carioca (Rio de Janeiro állam) labdarúgó-bajnokság (első osztály): 1963
- Botafogo FR:
  - Torneio Rio – São Paulo: 1964, 1966
  - Carioca (Rio de Janeiro állam) labdarúgó-bajnokság (első osztály): 1967, 1968
  - Taça Brasil: 1968
- São Paulo FC:
  - Paulista (São Paulo állam) labdarúgó-bajnokság (első osztály): 1970, 1971
  - Carioca (Rio de Janeiro állam) labdarúgó-bajnokság (első osztály): 1973
- Brazília:
  - Labdarúgó-világbajnokság: 1970

## Fordítás
- Ez a szócikk részben vagy egészben  a   Gérson című angol Wikipédia-szócikk fordításán alapul.  Az eredeti cikk szerkesztőit annak laptörténete sorolja fel. Ez a jelzés csupán a megfogalmazás eredetét és a szerzői jogokat jelzi, nem szolgál a cikkben szereplő információk forrásmegjelöléseként.